# Porträtt av konstnärens hustru
Porträtt av konstnärens hustru är en oljemålning av finländska konstnären Albert Edelfelt skapad år 1896. Motivet är Edelfelts hustru, Ellan de la Chapelle, som testamenterade målningen till Ateneum år 1922. 